# Pic de Bastan
Pour les articles homonymes, voir Bastan (homonymie).
Le pic de Bastan est un sommet des Pyrénées situé dans les Hautes-Pyrénées, et qui culmine à 2 715 mètres d'altitude. Il se trouve dans l'ouest du massif de l'Arbizon, entre la vallée d'Aure au sud-est, et la vallée de Campan au nord, dans la région de Bastan où se côtoient une succession de lacs.

## Toponymie
Le terme Bastan est un terme générique dans les alentours notamment employé pour la succession des lacs de Bastan (supérieur, du milieu et inférieur) au sud de celui-ci, ainsi que pour le pic de Bastan d'Aulon.

## Géographie
Le pic se situe dans une enclave de la commune de Vielle-Aure.

### Topographie
Le pic de Bastan est entouré de lacs dans toutes les directions. On retrouve juste en contrebas le lac de Bastanet (supérieur, et inférieur) et, au sud, les trois lacs de Bastan (supérieur, du milieu et inférieur) ainsi que, plus bas, le lac de l'Oule. Dans la vallée, au nord-est, se situent les lacs de la Hourquette, d'Arrédoun et de Campana, tandis que, plus au nord, on retrouve trois lacs : Port-Bielh, Nère et Gourguet. À l'est le col de Bastanet (2 509 m), les pics de Prada et Portarras représentent les contreforts du massif de l'Arbizon.

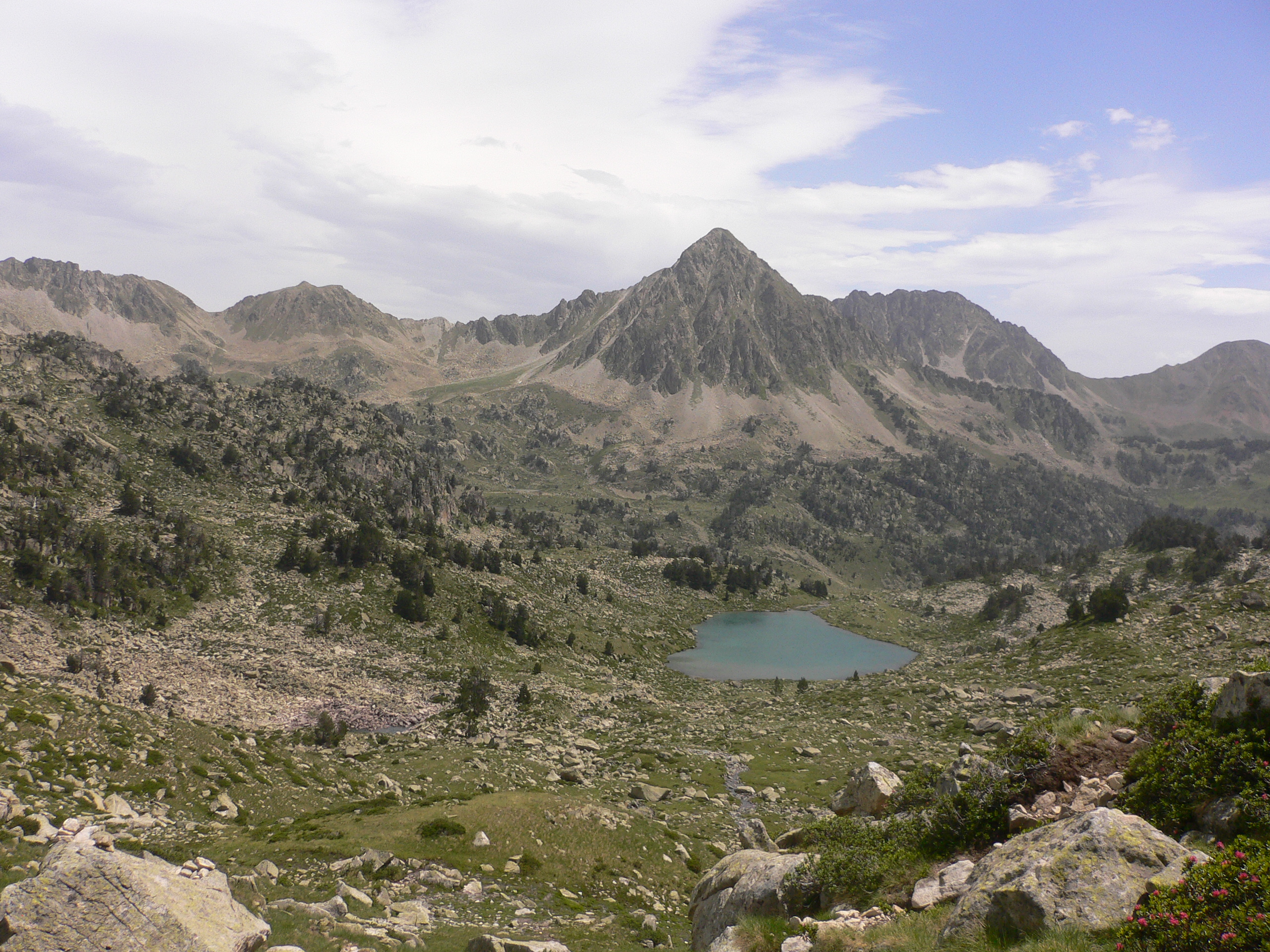
Lac de Gourguet et au fond, le pic de Bastan.
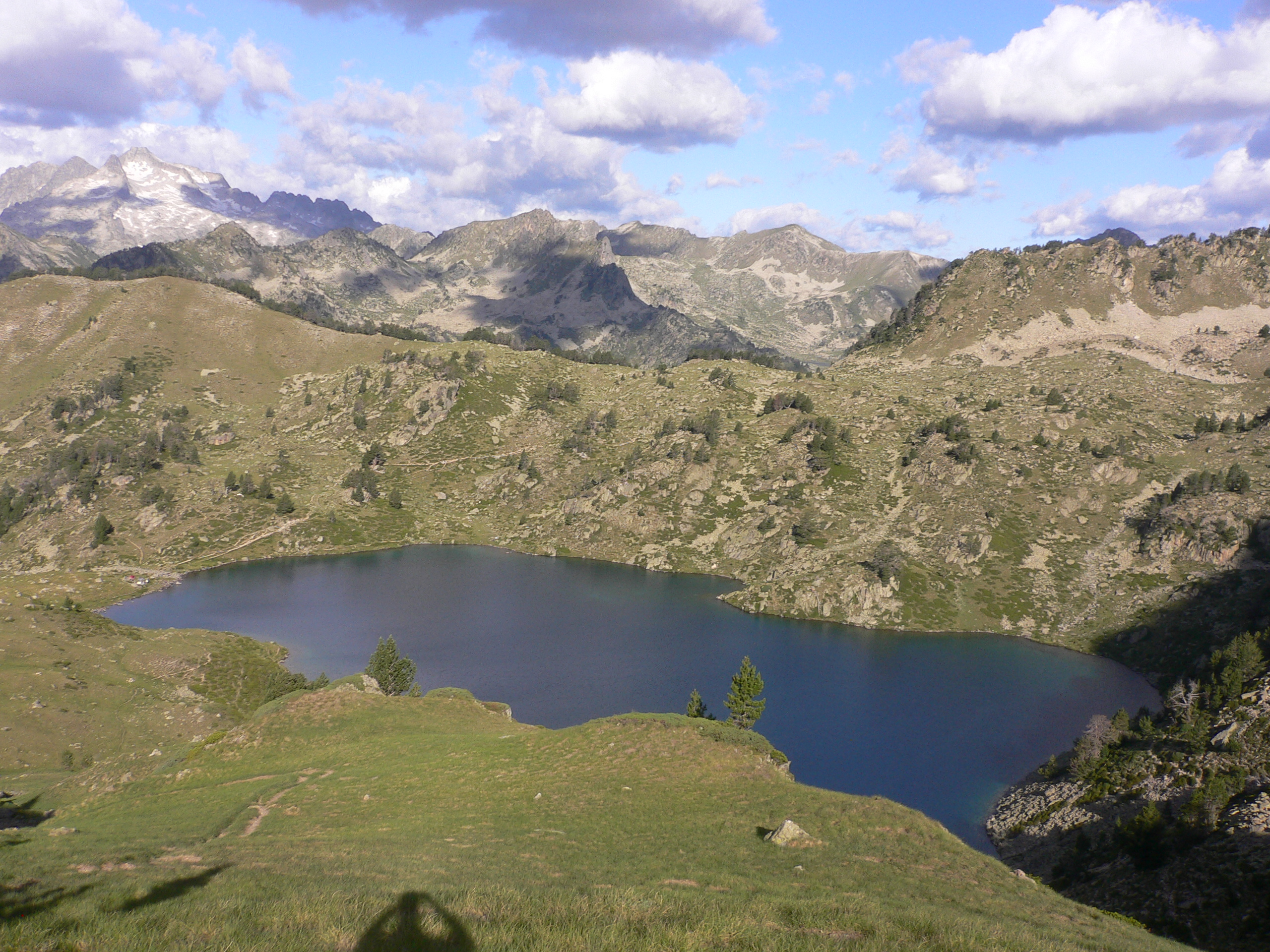
Lac de Bastan supérieur.
Lac Arrédoun, au nord-est du pic de Bastan.
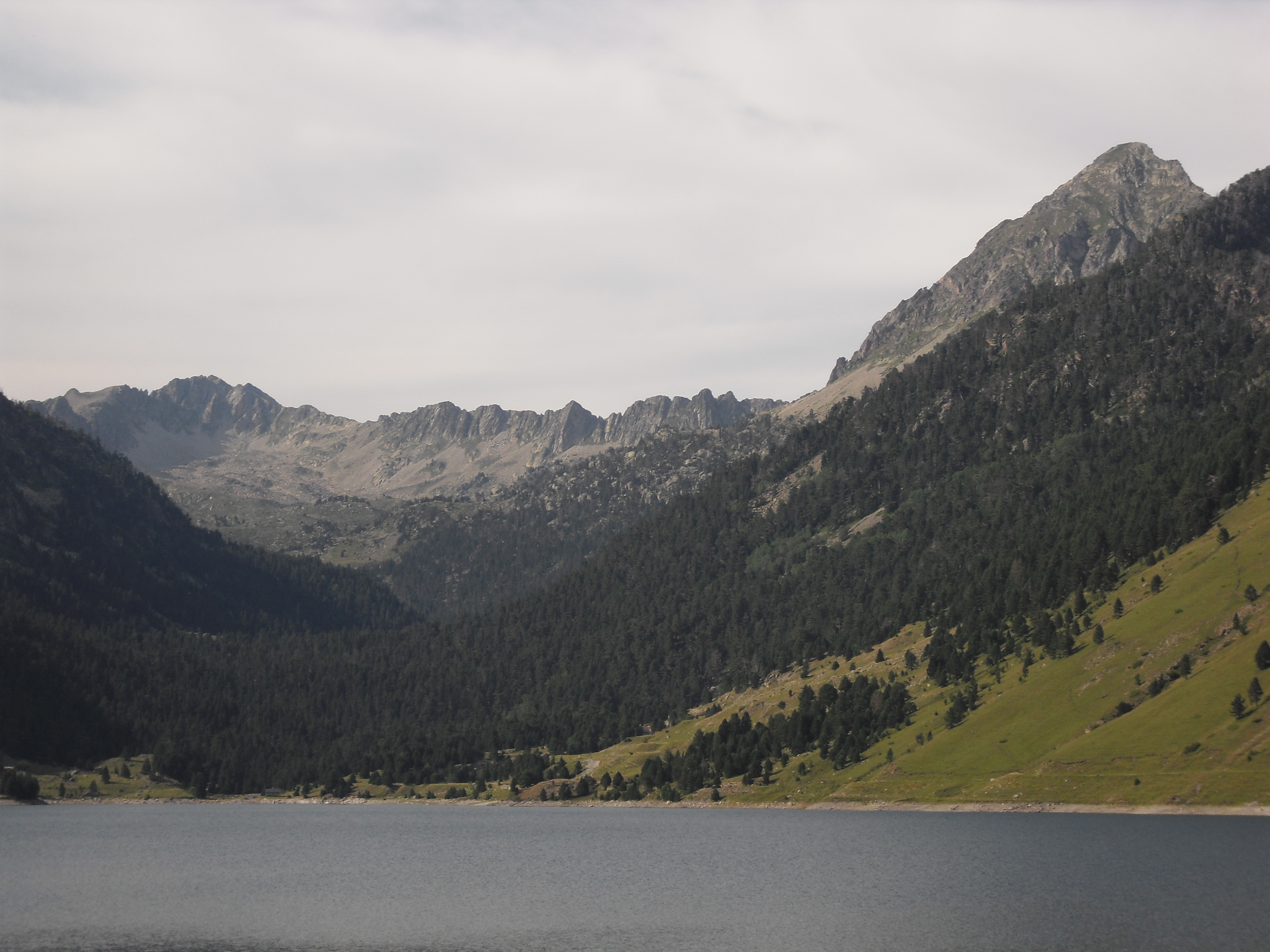
Pic de Bastan, depuis le lac de l'Oule.
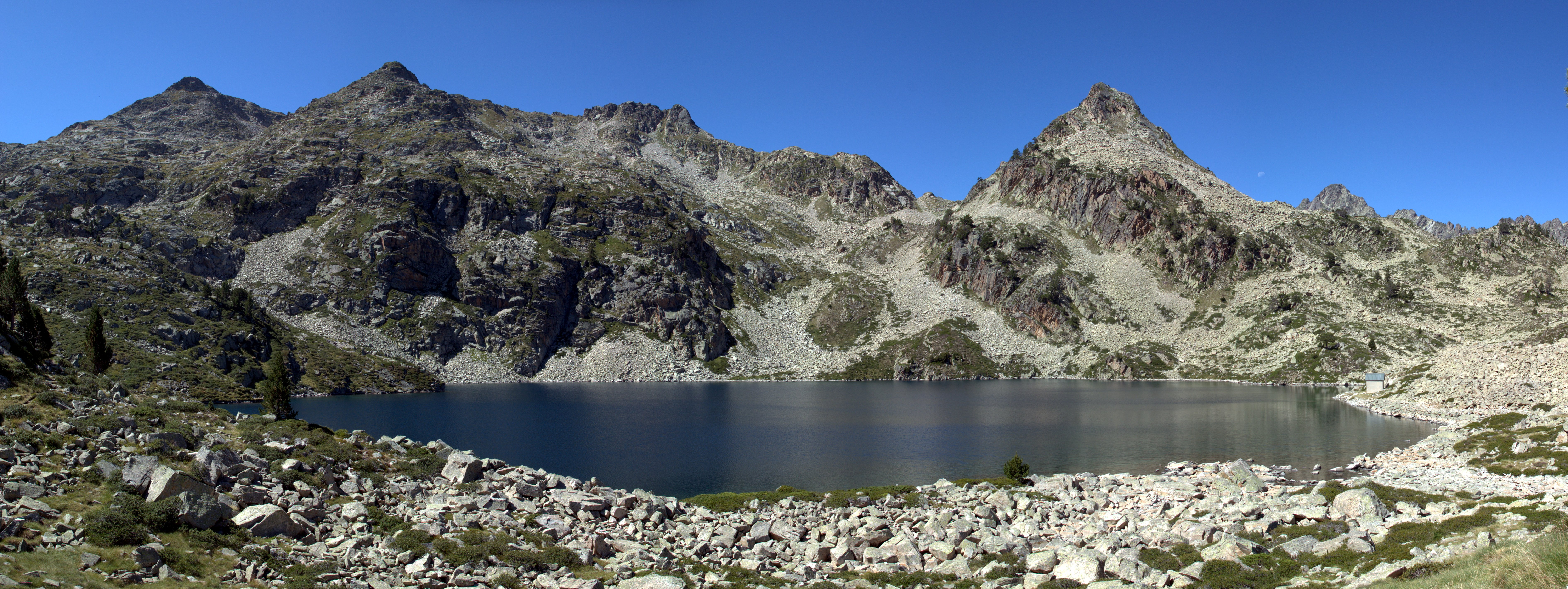
Lac du Campana.

### Géologie
Tout comme le reste du massif du Néouvielle, le pic de Bastan est constitué quasi exclusivement de granite.

## Voies d'accès

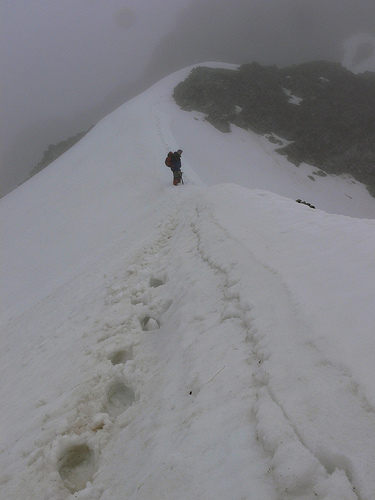
Montée en hiver sur la crête vers le pic de Bastan.